# Nehemetaouay
Nehemetaouay, parfois nommée Nehemetaouy, dite « la défenseresse des dépouillés », est une divinité égyptienne bénéfique, désignée comme l'épouse du dieu Thot au temple d'Hermopolis. La déesse Seshat étant la fille de Thot, Nehemetaouay pourrait être sa mère. Également au temple d'Hermopolis, elle apparaît comme ayant enfanté Hornoufi, « Horus le parfait », avec Osiris.
On la retrouve, en compagnie de Thot, Hérichef et Mout sur la paroi ouest et d'Hathor, de Somtous et de Khonsou-Thot sur la paroi est de la chapelle d’'Ayn El-Muftella construite dans l'oasis de Bahariya sous le pharaon Amasis.
Elle se confond souvent avec Ounout et son iconographie est semblable à celle d'Hathor.